# Élections législatives ivoiriennes de 2011
Les élections législatives ivoiriennes de 2011 ont eu lieu le 11 décembre 2011.

## Contexte
Le pays a connu une période de troubles à la suite de l'élection présidentielle ivoirienne de 2010 et l'élection entre Laurent Gbagbo et Alassane Ouattara.
Le Front populaire ivoirien (FPI) a décidé de boycotter les élections pour protester notamment contre la détention de Laurent Gbagbo.

## Résultats
Le scrutin est marqué par une forte abstention, puisque seuls 36,56 % des cinq millions d'électeurs se sont déplacés. La participation est néanmoins en hausse de plusieurs points par rapport aux élections législatives de 2000.
Du fait de son boycott, le FPI n'a obtenu aucun siège au Parlement. Quelques candidats issus de ce parti se sont toutefois présentés en tant que candidats indépendants.
Le Rassemblement des républicains (RDR), parti du président Ouattara, obtient tout juste le nombre de sièges nécessaire pour détenir la majorité absolue. Le Parti démocratique de Côte d'Ivoire (PDCI), qui avait soutenu Henri Konan Bédié puis Alassane Ouattara à la présidentielle de 2010, arrive en deuxième position.
| Parti                                                                 | Sièges |
| --------------------------------------------------------------------- | ------ |
| Rassemblement des républicains (RDR)                                  | 127    |
| Parti démocratique de Côte d'Ivoire (PCDI)                            | 77     |
| Union pour la démocratie et la paix en Côte d'Ivoire (UDPCI)          | 7      |
| Rassemblement des houphouëtistes pour la démocratie et la paix (RHDP) | 4      |
| Mouvement des forces d'avenir                                         | 3      |
| UPCI                                                                  | 1      |
| Indépendants                                                          | 35     |

Un siège n'est pas pourvu, le vote n'ayant pas eu lieu dans la circonscription de Logoualé en raison de la mort d'un candidat pendant la campagne électorale.